# Logoterapia
Logoterapia e Análise Existencial é uma abordagem psicoterapêutica reconhecida internacionalmente, baseia-se na premissa de que a principal força motivacional de um indivíduo é encontrar um sentido para vida. Também é considerada como a terceira escola vienense de psicoterapia - ao lado da Psicanálise de Freud e da Psicologia Individual de Adler. Essa abordagem foi fundada pelo médico austríaco Viktor Frankl e amplamente divulgada depois que seu fundador sobreviveu a quatro campos de concentração nazistas. 
Para a Logoterapia, a necessidade mais profunda do ser humano é de ter sentido na vida. Isso faz com que a "vontade de sentido" seja a maior força motivadora do ser humano. A logoterapia não é necessariamente religiosa. Tudo o que é humano, para Frankl, tem dimensão noológica, que distingue os homens dos animais. Essa dimensão humana não se confunde com o religioso.

## Etimologia
De acordo com Domingos (2017), o significado etimológico da palavra Logoterapia deriva do grego: "logos (sentido) e therapéia (terapia, cuidado). Assim, podemos dizer – grosso modo – que é a terapia a partir do sentido da vida".

## Definição

### Logoterapia
"O logoterapeuta não busca persuadir o cliente pelo raciocínio lógico; em vez disso, ele ajuda os clientes a detectarem seu sentido específico e individual. A Logoterapia é uma terapia aplicada com base no modelo psicológico-antropológico desenvolvido por Viktor Frankl".

### Análise Existencial
"Análise Existencial pode ser entendida como a base filosófica e científica da Logoterapia, bem como uma parte essencial de uma terapia adequada. Basicamente, a Análise Existencial significa: análise em relação à existência, ou "explicação da existência" com consideração de uma vida auto-responsável, auto-realizada e humana.
Na "Análise Existencial Geral", a busca pelo sentido é discutida e identificada como uma motivação básica nos seres humanos, e são fornecidos argumentos que demonstram a possibilidade fundamental de encontrar sentido na vida. Com base nisso, os efeitos terapêuticos de uma busca bem-sucedida por sentido podem ser explicados.
Na "Análise Existencial Especial", a vida individual específica de uma pessoa ou de um grupo é investigada para as possíveis raízes existenciais de um distúrbio mental ou psicológico. Neste contexto, ela fornece a base para uma logo-terapia como uma terapia específica que ocorre através do "núcleo existencial". Assim, o valor terapêutico da Análise Existencial está na elucidação da situação existencial concreta e na preparação para dar assistência na - autônoma - busca por um sentido".

## Fundamentação
Toda a ciência logoterapêutica se fundamenta especificamente em três conceitos filosóficos e psicológicos: a liberdade da vontade, a vontade de sentido e o sentido da vida. O diretor geral do Instituto Viktor Frankl de Viena, Alexander Batthyány,Ph.D., explica cada um deles:  

### Liberdade da Vontade
"Os seres humanos não são determinados pelas condições, mas são basicamente livres para decidir e capazes de assumir sua posição em relação às condições internas (psicológicas) e externas (biológicas e sociais). A liberdade é aqui definida como o espaço para moldar a própria vida dentro dos limites das possibilidades dadas. Essa liberdade deriva da dimensão espiritual da pessoa, entendida como a realidade especificamente humana, acima das dimensões do corpo e da psique. Como pessoas espirituais, os seres humanos não estão apenas reagindo a organismos, mas são seres autônomos capazes de moldar ativamente suas vidas.
A liberdade da pessoa humana desempenha um papel importante na psicoterapia, na medida em que proporciona aos clientes espaço para ação autônoma, mesmo diante de doenças somáticas ou psicológicas. E é exatamente esse recurso que permite aos clientes, no contexto das técnicas da Intenção Paradoxal e da Derreflexão, lidar com seus sintomas e recuperar o controle e a autodeterminação".

### Vontade de Sentido
"Os seres humanos não são apenas livres, mas são livres para algo - isto é, para atingirem objetivos e propósitos. A busca por um sentido é vista como a principal motivação dos seres humanos. Quando uma pessoa não consegue perceber a "vontade de sentido" em suas vidas, ela experimentará uma sensação abismal de falta de sentido e de vazio. A frustração da necessidade existencial de objetivos significativos dará origem à agressão, dependência, depressão e tendências suicidas, e pode gerar ou aumentar doenças psicossomáticas e distúrbios neuróticos.
A Logoterapia /Análise Existencial ajuda os clientes a perceberem e removerem os fatores que os impedem de perseguir objetivos significativos em suas vidas. Os clientes são sensibilizados para a percepção das potencialidades de sentido; no entanto, não são oferecidos sentidos específicos. Em vez disso, eles são guiados e auxiliados na realização das possibilidades de sentido que eles próprios detectaram".

### Sentido da Vida
"A Logoterapia baseia-se na ideia de que o sentido é uma realidade objetiva, em oposição a uma mera ilusão que surge dentro do aparato perceptivo do observador. De acordo com a Logoterapia, os humanos são chamados, com base em sua liberdade e responsabilidade, para produzir o melhor possível em si mesmos e no mundo, percebendo e realizando o sentido do momento em cada situação. Neste contexto, deve-se ressaltar que esses potenciais de sentido, embora de natureza objetiva, estão ligados à situação e à pessoa específica e, portanto, estão continuamente mudando. Assim, a Logoterapia não declara ou oferece algum sentido geral da vida. Em vez disso, os clientes são ajudados a alcançarem a abertura e a flexibilidade que os capacitarão a moldar suas vidas cotidianas de maneira significativa".

## Técnicas Logoterapêuticas
As técnicas clássicas utilizadas por Viktor Frankl em seus procedimentos logoterapêuticos são as bases para as demais técnicas desenvolvidas posteriormente. Atualmente, contamos com diversas técnicas, testes, instrumentais e métodos desenvolvidos nos mais diversos contextos onde a Logoterapia é aplicada. No Brasil, por exemplo, contamos com ferramentas desenvolvidas no contexto da Educação; no contexto do coaching através do Método de Design Existencial e no contexto da psicoterapia através de instrumentais criados em grupos de pesquisa.
Nesse momento vamos abordar as técnicas clássicas desenvolvidas por Viktor Frankl: 

### Intenção Paradoxal
"Essa técnica é indicada para transtornos compulsivos e ansiedade, também para síndromes vegetativas. 
Com a ajuda de um médico ou terapeuta, os clientes aprendem a superar suas obsessões ou ansiedades pelo autodistanciamento e exagero humorístico, quebrando assim o círculo vicioso de amplificação dos sintomas".

### Derreflexão
"É indicado para distúrbios sexuais e insônia, também para transtornos de ansiedade. 
Instintivos, os processos automáticos são impedidos e dificultados pela auto-observação exagerada. Da mesma forma, algumas sensações de ansiedade ou tristeza leves e bem fundamentadas serão aumentadas e amplificadas pela auto-observação, tornando-as mais perceptíveis e gerando uma observação ainda mais intensa. O propósito da derreflexão é romper esse círculo neurotizante, afastando a atenção do paciente do sintoma ou do fluxo natural do processo".

### Diálogo Socrático
"Certas atitudes e expectativas podem ser obstáculos para a realização do sentido. Elas podem alienar uma pessoa das potencialidades de sentido em sua vida, acentuando assim os distúrbios neuróticos, ou até mesmo produzindo-os através de repetidas decisões mal-tomadas e formação de padrões de comportamento".
Os indivíduos são orientados a perceber suas atitudes irreais e contraproducentes e desenvolver uma nova perspectiva que pode ser uma base melhor para uma vida plena.
O diálogo socrático é um método de conversação frequentemente usado pelos logoterapeutas. Questões específicas trazem à consciência a possibilidade de encontrar e realizar um sentido na vida. No cenário filosófico, essa técnica de guiar pelo questionamento foi introduzida por Sócrates, que a caracterizou como uma espécie de "obstetrícia espiritual".

## Representantes Oficiais
O Instituto Viktor Frankl, com sede em Viena, é representante oficial da Logoterapia no mundo. No entanto, credencia - após um cuidadoso processo - representantes oficiais em diversos países. Os representantes oficiais em língua portuguesa são:

### Brasil
- Associação de Logoterapia Viktor Emil Frankl - Curitiba/Pr
- AgirTrês: Núcleo de Logoterapia - São Paulo/SP
- Associação Brasileira de Logoterapia e Análise Existencial (ABLAE) - Nacional
- Associação Brasileira de Logoterapia e Análise Existencial Frankliana (SOBRAL) - São Paulo/SP
- Centro Viktor Frankl de Logoterapia - Porto Alegre/RS
- Colégio Viktor Frankl - Ribeirão Preto/SP
- Instituto de Educação e Cultura Viktor Frankl - Ribeirão Preto/SP
- Instituto Geist - São Luís/MA
- Instituto Gewissen - Brasília/DF
- Instituto de Logoterapia - Campinas/SP
- Nous: Espiritualidade e Sentido - João Pessoa/PB
- Espaço do Cuidar: Psicologia, Educação e Desenvolvimento Humano - Aracaju/SE
- LOGORIO - Rio de Janeiro/RJ

### Portugal
- Associação Portuguesa de Logoterapia (A.P.L.) - Lisboa/PT

## Livros
- Frankl, V.E.. Em busca de sentido: um psicólogo no campo de concentração. São Leopoldo: Sinodal.
- Frankl, V.E.. A vontade de sentido: fundamentos e aplicações da Logoterapia. São Paulo: Paulus.
- Frankl, V.E.. Psicoterapia e sentido da vida. São Paulo: Quadrante.
- Frankl, V.E..O que não está escrito nos meus livros: memórias. São Paulo: É Realizações.
- Frankl, V.E.. Um sentido para a vida: psicoterapia e humanismo. São Paulo: Santuário.
- Frankl, V.E.. O sofrimento de uma vida sem sentido: caminhos para encontrar a razão de viver. São Paulo: É Realizações.
- Frankl, V.E.. A presença ignorada de Deus. Petrópolis: Vozes.
- Frankl, V. & Lapide, P.. A busca de Deus e questionamentos sobre o sentido. Petrópolis: Editora Vozes.
- Frankl, V.E.. Teoria e terapia das neuroses: introdução à logoterapia e à análise existencial. São Paulo: É Realizações.